# Töllach
Töllach ist eine Ortschaft der Stadtgemeinde Trofaiach in der Steiermark.
Der kleine Weiler ist mit dem Nachbarort Gai weitgehend verwachsen, die Ortskerne liegen nur 200 m voneinander entfernt. Ein Teil der Häuser von Töllach liegt in der Katastralgemeinde Gai, ein anderer Teil in der Katastralgemeinde Schardorf, denn die Grenze verläuft längs der Schardorfstraße und dem Hirnweg direkt durch den Ort.